# Öppna dig, min mun och tunga
Öppna dig, min mun och tunga (tyska: Werde munter, mein Gemüte) är en tysk aftonpsalm av Johannes Rist. Psalmen översattes till svenska av Haquin Spegel och fick då inledningsorden Går här fram i Sinnen kiära.

## Publicerad i
- Den svenska psalmboken 1694 som nummer 439 under rubriken "Morgon och Afton Psalmer".
- 1695 års psalmbok som nummer 376 under rubriken "AftonPsalmer".[1]